# Bitva u Trenčína
Bitva u Trenčína, přesněji též také bitva u Hamrů nebo bitva u Trenčianskej Turnej bylo střetnutí armád Františka II. Rákócziho s císařskou armádou pod vedením generála Siegberta Heistera dne 3. srpna 1708. Nejintenzivnější boje probíhaly v severní části Hamrů (dnes část Trenčianské Turné), ale celé bojiště se rozkládalo mezi obcemi Soblahov, Mníchova Lehota a Trenčianska Turná, a dále i v prostorách trenčínského katastru. Armáda kuruců v boji utrpěla těžké ztráty a byla nucena se vzdát svých původních plánů. Bitva byla začátkem postupné likvidace povstání Františka II. Rákócziho.

## Předehra bitvy
V roce 1708 se František II. Rákoci rozhodl pro výpravu svých vojsk do Slezska. Plánoval připravit cestu pro to, aby mohl pruský král Fridrich Vilém nastoupit na uherský královský trůn. Tím by síly jeho povstání posílily i slezské protestantské stavy. Jeho armáda nejprve postupovala údolím Váhu a v blízkosti Trenčína plánovala přejít na Moravu. Trenčín však byl v té době v rukou nemalé císařské posádky. Rákóczi zprvu jeho dobytí vůbec neplánoval, aby neoslabil své jednotky. Pod vlivem ostatních kuruckých velitelů však změnil názor a rozhodl se město obléhat. V téže době se o Rákócziho pohybech dozvěděl také hlavní velitel císařských vojsk v Uhrách, generál Siegbert Heister. Ten ve snaze urychlit činnost svých vojsk sám velel předvoji svých jezdeckých jednotek, které rychle pronikaly do těchto prostor.
Začátkem května 1708 překročil moravskou hranici asi šestitisícový oddíl kuruců pod velením generála Ladislava (László) Ocskaye, přezdívaného Rákócziho blesk, který vyplenil oblast Brumova, Valašských Klobouků a dobyl Vsetín na zdejší císařské posádce. Během 27. července pak došlo k celodennímu útoku kuruckých sil na císařské jednotky, které byly nuceny se s menšími ztrátami stáhnout za opevnění města Strážnice. Ráno 28. července však rozvinuly císařské jednotky novou bojovou linii mezi Strážnicí a Sudoměřicemi, od Bratislavy se pak k bojišti přiblížilo také 5 000 kyrysníků, vedených vrchním velitelem císařských sil v Uhrách polním maršálem Sigbertem hrabětem Heisterem. Kurucké vedení se obávalo obklíčení a zahájilo tedy ústup za uherskou hranici a zpět ke Skalici. Toho využil generál de Viard,  který přitáhl s vojskem z Uherského Brodu, a nařídil zaútočit na zadní voje ustupující armády, se kterými po celý den sváděl boje poblíž Skalice. Večer se k boji připojili také Sigbertovi kyrysníci a definitivně pak vytlačili kurucké síly z oblasti směrem k řece Váh.
Kurucké vojsko utrpělo během dvoudenních bojů (viz Bitva u Sudoměřic a Skalice) citelné ztráty, přičemž byl při ústupu u Skalice raněn i samotný generál Ocskay. Kurucká Perkiho armáda ustupovala podél Váhu. 3. srpna 1708 se pak kurucké síly střetly s císařskými vojsky u Trenčína.

## Bitva
Nad ránem 3. srpna 1708 se po namáhavém nočním pochodu císařská vojska ocitla tváří v tvář 14 000 až 15 000 kuruckých vojáků, posílených 12 děly. Na pravém křídle kuruckých vojsk, mezi obcemi Mníchova Lehota a Soblahovem, zaujala bojové postavení lehká jízda a část pěchoty pod vedením Laurince Pekriho. Střed bojové sestavy, který se nacházel u obce Hamry (dnes součást Trenčianské Turné), se skládal z dělostřelectva pod vedením plukovníka de la Motte a byl krytý německým jezdectvem i polskými a německými jednotkami. Levé křídlo Rákocziho vojska, nacházející se mezi Trenčianskou Turnou a Hamry, tvořil zbytek pěchoty. Před tímto postavením se nacházel nepřehledný terén, přes který se táhl příkop. Když ze severozápadu přibližující se Heister zjistil sílu a výhodné postavení kuruckých vojsk, rozhodl se pro ústup k Trenčianskému hradu. V momentě, když dal příkaz k tomuto manévru, spustilo na jeho jednotky palbu kurucké dělostřelectvo. A vpřed také vyrazily i Pekriho jezdecké jednotky, aby napadly týl přeskupujících se císařských vojsk.

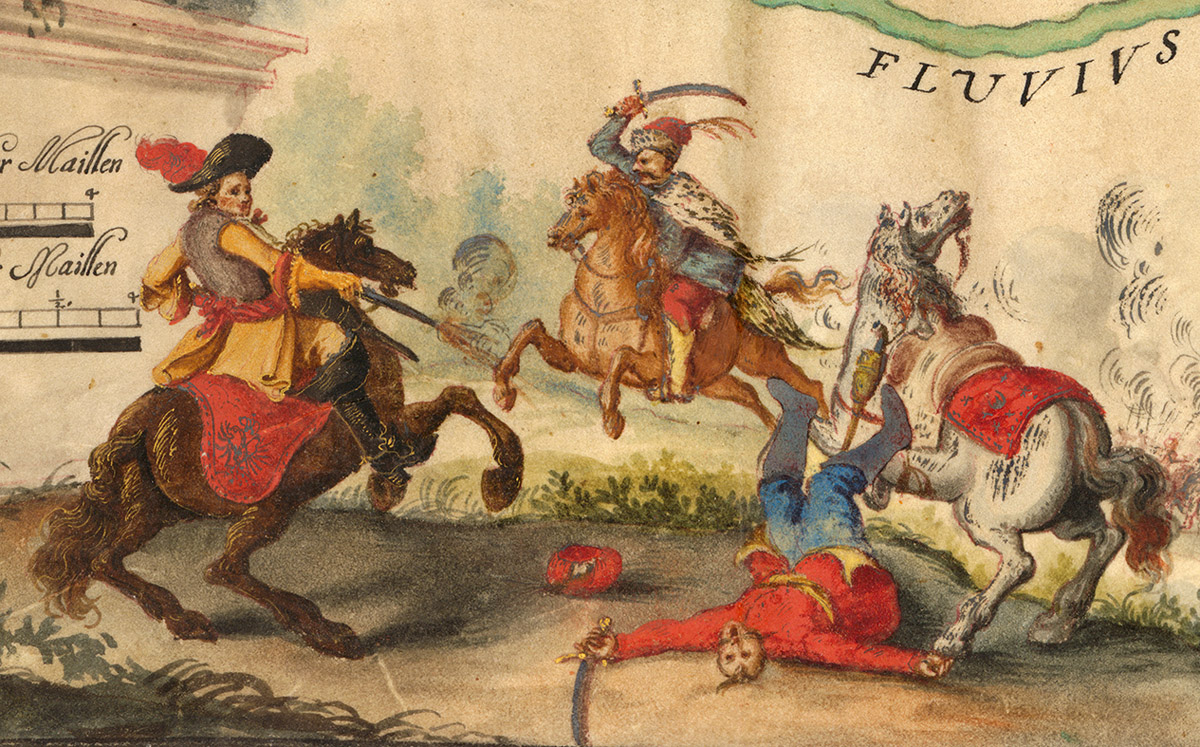
Potyčka mezi kuruci a habsburskými vojáky

Terén před těmito oddíly však nebyl vhodný k útoku. Ve zvlněném terénu se tam rozprostíraly dva vedle sebe stojící umělé rybníky, oddělené několik metrů širokou sypanou hrází. Pekri nejprve rozvinul útok, poté jeho jezdci klusem přešli po hrázi na druhý břeh rybníků. V důsledku nepříznivého terénu však nemohli zaútočit hromadně a tím tak využít v plné míře své výhody. Mezitím byl Pekri upozorněn, aby se raději opět stáhl zpět za rybníky. Dokud se jeho jezdci klusem přesouvali po hrázi zpět, vznikl v jejich sestavách zmatek. Císařský velitel Ján Pálfi využil tohoto okamžiku a přešel do protiútoku. Nerozvinuté a napůl ustupující kurucké jezdectvo se dalo na panický útěk.
Ve středu a na levém křídle mezitím Rákócziho vojska spolu s kuruckou pěchotou odolávala náporu císařských žoldnéřů, útěk pravého křídla však vnesl i do jejích řad značný pocit nejistoty. Rákóczi se v té chvíli sám pokusil zapůsobit na své demoralizované vojáky a zapojil se proto do boje sám. Při přeskakování jednoho z příkopů, pravděpodobně někde v těsném okolí dnešní obce Hamry, však spadl z koně a ztratil vědomí. Mezi vojskem se okamžitě rozšířila panická zpráva o jeho smrti. I jednotky, které dosud bojovaly, se daly na útěk. Heisterovo jezdectvo tak v průběhu následujících tří hodin zcela zničilo kurucké jednotky, které měly původně trojnásobnou převahu. Padlo kolem 3000 kuruckých vojáků, asi 500 bylo zajato, kurucké vojsko ztratilo všechna do bitvy nasazená děla. Jiné zdroje uvádějí, že padlo okolo 2500 vojáků povstaleckého vojska a 25 důstojníků. a že bylo zajato okolo 400 kuruců, mezi nimi i Juraj Jánošík. Oběti v Heisterově vojsku se pohybovaly do 200 osob.
Během boje vyhořela celá obec Hamry a části obcí Trenčianska Turná a Mníchová Lehota. Byla to největší vojenská bitva v celé historii trenčínského regionu a západního Slovenska.

## Následky
V bitvě u Trenčína utrpěli kuruci těžkou porážku. Ukázalo se, že jejich vojsko má podstatně menší bojeschopnost než nepřítel. Heister se svou armádou dále pronásledoval poražené Rákócziho vojáky a obsadil slovenská hornická města. Dále získal Nitru, začal obléhat Nové Zámky. Do konce roku ztratili povstalci celé západní Slovensko. Na stranu císařských vojsk přešel i významný kurucký velitel L. Očkaj. Rákocziho vojsko muselo zanedlouho ustoupit i z Tekova, Hontu a Zvolena. Začátkem roku 1709 i z Liptova.
V prosinci 1708 se ještě Rákoczi pokusil na sněmu v Sárospataku, který se konal bez mnoha jeho bývalých přívrženců, o poslední pokus na záchranu svého upadajícího vojska. Situaci chtěl zachránit tím, že přislíbil všem poddaným ve svém vojsku svobodu a přidělení půdy, a to v případě, že setrvají v boji až do konce. Toto usnesení však již nemělo žádný ohlas mezi prostým lidem, který se v minulosti tak ochotně k jeho silám přidával. Nyní byly kuruci nenáviděni přinejmenším stejně jako císařští labanci. Poddaní, unaveni z bojů, a otrávení z příslibů které nikdo nedokázal plnit, opouštěli řady Rákócziho vojska.